# August Berthelt
Friedrich August Berthelt (* 5. Dezember 1813 in Großröhrsdorf; † 26. April 1896 in Dresden) war ein deutscher Lehrer, Pädagoge und pädagogischer Schriftsteller.

August Berthelt

## Leben
Berthelt war Mitbegründer des Deutschen Lehrervereins in Dresden. Er wirkte als Oberschulrat und Bezirksschulinspektor. Nach ihm wurden Straßen in Radebeul-Naundorf (an der Grundschule Naundorf) und Dresden-Johannstadt benannt.
Berthelt starb 1896 in Dresden und wurde auf dem Trinitatisfriedhof beigesetzt.